# Ubuntu
Ubuntu je svobodná a otevřená linuxová distribuce založená na Debian GNU/Linux. Ubuntu je oficiálně vydáváno ve třech vydáních: pro stolní počítače, servery, a třetí pro různá zařízení internetu věcí a pro roboty. Je vyvíjeno společností Canonical a komunitou dalších vývojářů, podle zásluhového modelu správy. Název distribuce je odvozen ze zuluského pojmu Ubuntu znamenajícího přibližně „lidskost ostatním“.
Ubuntu je vydáváno jednou za šest měsíců a každé dva roky vychází verze s dlouhodobou podporou; tímto způsobem se Ubuntu snaží poskytnout aktualizovaný a stabilní operační systém pro běžného uživatele s použitím svobodného softwaru.
Nejnovější vydání s dlouhodobou podporou je 24.04 („Noble Numbat“) z dubna 2024, které má být veřejně podporováno do roku 2029.
Canonical generuje zisk z prémiových služeb a z darů uživatelů a komunity.

## Vlastnosti
- Vývojáři Ubuntu úzce spolupracují s vývojářskými komunitami Debianu i GNOME. Výchozím pracovním prostředím je GNOME (ve verzích 10.10/11.04 až 17.10 to bylo vlastní prostředí Unity). Existují rovněž odnože Kubuntu, Xubuntu, Lubuntu, Ubuntu MATE, Ubuntu Cinnamon a Ubuntu Budgie jejichž výchozími pracovními prostředími jsou KDE, Xfce, LXQt, MATE, Cinnamon a Budgie.
- Ubuntu se zaměřuje na praktické použití a ve velké míře i na administrativní úlohy používá nástroj sudo (podobně jako macOS) a snaží se poskytnout kompletní sadu nástrojů, které jsou použitelné přímo po standardní instalaci.
- Další cíl projektu je zdůraznění přístupnosti a mezinárodnosti tak, že je software přístupný tolika uživatelům, jak je to jen možné.
- Kromě používání stejného formátu balíčků deb, má Ubuntu velmi silné spojení s komunitou Debianu, přispívají změnami přímo a ne až po uvolnění nové verze. Množství vývojářů Ubuntu je rovněž zodpovědných za balíčky v rámci samotného Debianu.
- Ubuntu používá také balíčky snap jako hlavní formát aplikací v App Center.
- Filozofie Ubuntu velmi silně zdůrazňuje používání čistě svobodného softwaru.
- Všechny verze Ubuntu budou poskytované zdarma.
- Ubuntu umožňuje uživatelům bezproblémový přechod z jedné verze na další.
- Součástí Ubuntu je aplikace App Center, která slouží ke snadné správě aplikací (nákupu, instalaci, odstraňování, hodnocení, …).

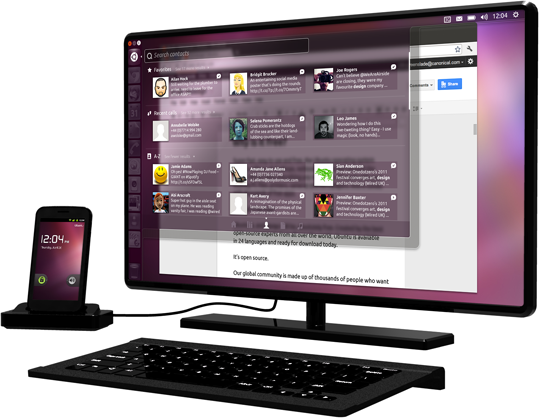
Ubuntu for Android, aneb plnohodnotné Ubuntu, které běží
v mobilním telefonu, připojenému k monitoru a ke vstupním zařízením

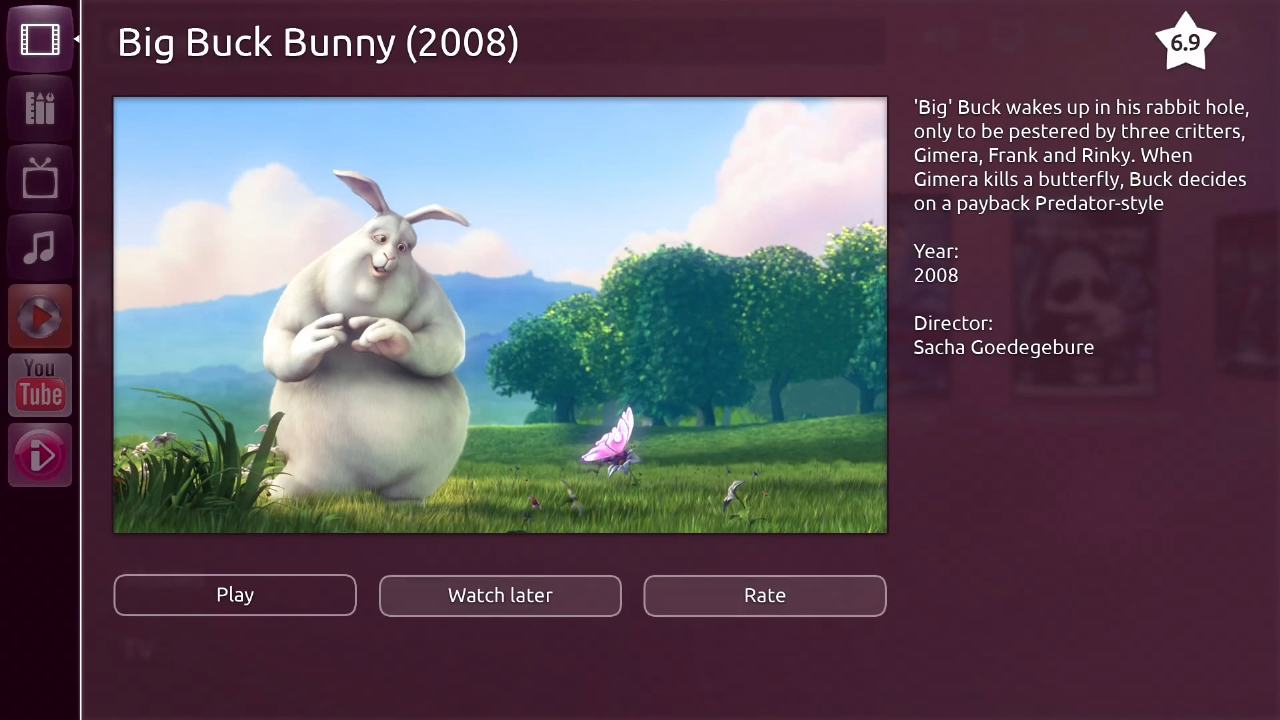
Ubuntu TV

## Software

### Oficiální repozitáře
Oficiální repozitáře jsou rozděleny na čtyři základní části, nazývané „komponenty“, které odrážejí rozdíly v licencování a úroveň poskytované podpory. Standardně jsou instalované balíčky z komponenty main, tyto pokrývají základní potřeby běžných uživatelů počítače a některé balíčky z komponenty restricted, které jsou absolutně nevyhnutelné na to, aby byl systém použitelný.
- Komponenta main obsahuje jen balíčky, které vyhovují licenčním podmínkám Ubuntu a jejichž podpora je zabezpečená týmem Ubuntu. Cílem je zahrnutí všech potřebných balíčků pro všeobecné použití linuxových systémů. Balíčky v této komponentě mají garantovanou technickou podporu a včasné bezpečnostní záplaty.
- Komponenta restricted obsahuje software, který je podporovaný Ubuntu vývojáři, protože je důležitý, ale není dostupný pod vhodnou svobodnou licencí a proto není zahrnutý v main. Zde jsou binární balíčky grafických karet a ovladačů. Úroveň podpory je omezenější oproti main, protože vývojáři nemusí mít přístup k zdrojovým kódům.
- Komponenta universe obsahuje široký záběr softwaru, který může a nemusí mít restriktivní licenci, ale není podporovaný Ubuntu týmem. Toto umožňuje uživatelům instalovat různé druhy programů v rámci balíčkovacího systému Ubuntu, ale držet je odděleně od podporovaných balíčků v komponentách main a restricted.
- Nakonec existuje komponenta multiverse, která obsahuje nepodporované balíčky, nesplňující požadavky na svobodný software.

### Neoficiální repozitáře
Do Ubuntu samozřejmě můžete nainstalovat software i z neoficiálních repozitářů, tedy z takových, které nejsou spravovány firmou Canonical. Povětšinou se nachází na PPA (Personal Package Archive) serveru, který je také spravovaný firmou Canonical.
Není problém ani provozovat repozitář na vlastním serveru mimo PPA.

### Alternativní zdroje softwaru
Ubuntu podporuje i alternativní balíčky ze zdrojů jako snap, které jsou stejné pro všechny linuxové distribuce, které je podporují a jsou tedy univerzální na rozdíl od výše popsaných, které jsou určeny vždy jen pro určitou verzi Ubuntu.

### Instalace ze zdrojového kódu
Software, který není v žádném repozitáři, ale existují k němu zdrojové kódy, lze nainstalovat z těchto zdrojových kódů. Většinou stačí provést pár příkazů, ale liší se dle typu softwaru a jeho složitosti. Dnes je tento způsob málo používaný, ale dříve to byla jedna z mála cest, jak nainstalovat software, který nebyl v repozitářích.

### Software nainstalovaný při instalaci
Výchozí instalace Ubuntu obsahuje širokou paletu softwaru, mezi jinými LibreOffice, Firefox, Thunderbird, Transmission a pár jednoduchých her jako Sudoku nebo Miny. Další software lze nainstalovat přes aplikaci Ubuntu software, stejně tak jako přes jiné nástroje postavené na APT balíčkovacím systému. Dříve byl při instalaci systému nainstalované aplikace jako Evolution, GIMP, Pidgin a Synaptic, ty je dnes potřeba nainstalovat dodatečně z repozitářů.
Všechny aplikace instalované při instalaci systému jsou volně šiřitelné aplikace, pro které je i veřejně dostupný zdrojový kód. Každý uživatel si tak může zkontrolovat zdrojový kód aplikací, které používá, pokud k tomu má potřebné znalosti. Při instalaci lze rovnou nainstalovat i proprietární (uzavřené, bez dostupného zdrojového kódu) ovládače k hardwaru.
Výchozím správcem souborů je GNOME Files, dříve známý pod jménem Nautilus.

## Zabezpečení
Ubuntu se snaží na co největší míru zabezpečení hned po instalaci systému. Ve výchozím nastavení mají všichni uživatelé jen základní oprávnění a nemohou tak poškodit systém ani soubory a aplikace jiných uživatelů. Pro provádění administrátorských úkonů je sudo příkaz, který je dostupný jen pro nastavené uživatele.
Dalším zabezpečením je automatická blokace většiny portů z vnějšího prostředí. Integrovaný firewall umožňuje uživateli kontrolovat nastavení jednotlivých portů. Aplikace jsou kompilovány pomocí překladače GCC s pokročilými funkcemi jako PIE nebo buffer overflow protection, které poměrně hodně zvětšují zabezpečení za cenu minimální ztráty výkonu (jedná se o 0.01% u 64 bitových systémů).
Ubuntu také podporuje šifrování celého pevného disku, případně jen domovského adresáře uživatele.

## Instalace

### Požadavky na hardware
Desktopová verze Ubuntu momentálně podporuje architektury Intel IA-32 u které podpora končí s verzí 18.04 a AMD64. Neoficiálně jsou podporované i architektury PowerPC, IA-64 (Itanium) a PlayStation 3 (avšak Sony oficiálně přestalo podporovat operační systémy třetích stran na PS3 s firmwarem 3.21 vydaným 1. dubna 2010). Pro zapnutí desktopových efektů je potřebné podporované GPU.
| Minimální požadavky na hardware | Server    | Desktop     |
| ------------------------------- | --------- | ----------- |
| Procesor (x86)                  | 1 GHz     | 2 x 2 GHz   |
| Operační paměť                  | 1 GB      | 4 GB        |
| Pevný disk (volné místo)        | 5 GB      | 25 GB       |
| Rozlišení                       | 640 × 480 | 1 024 × 768 |

### Live verze
Systém lze nainstalovat z tzv. live verze systému, tedy z verze, která je vypálená na CD/DVD nebo umístěna na externí disk či flash disk a je spuštěna přímo z tohoto média bez nutnosti instalace systému. Uživatel tak může ihned systém začít používat. Pro vytvoření takového média je jen potřeba stáhnout ISO soubor ze stránek Ubuntu, vypálit jej na dané médium (nebo ho přenést v případě externího disku či flash disku pomocí patřičné aplikace) a nastartovat z tohoto médium systém. Z takto běžícího systému lze systém vyzkoušet a případně i nainstalovat

### Instalace
Instalace probíhá grafickou formou podobným stylem, jako v případě MS Windows. Uživatel tak nejprve nastaví základní údaje, jako jaký jazyk při instalaci chce použít, vybere své časové pásmo, vyplní údaje o uživateli, kterého chce vytvořit, připojí se k internetu pro možnost stažení nejnovějších aktualizací systému přímo při instalaci a samozřejmě vybere kam se má systém nainstalovat (na jaký disk a jeho oddíl). 
Při instalaci lze vybrat i pokročilé možnosti, jako povolit instalaci proprietárních ovládačů, zapnout šifrování disku a podobně.
Pro instalaci lze zvolit i textový instalátor bez nutnosti spouštění live systému, tato možnost je hlavně pro pokročilé uživatele.

## Historie a verze Ubuntu

### Historie
Ubuntu založil spolu se společností Canonical v roce 2004 Mark Shuttleworth. Ten se již dlouho předtím zabýval vývojem open source softwaru. Jeho hlavním tématem zájmu na tomto poli byl operační systém Debian a ekosystém kolem něj. Z Debianu později vzešel také jeho vlastní projekt, Ubuntu.
První verze nového systému s označením Ubuntu 4.10 Warty Warthog se pak objevila 20. října 2004. Umožnila uživateli mj. vyzkoušet si systém s některými omezeními, ve formě tzv. live-CD. Kromě toho na instalačním disku obsahovala aplikaci Wubi [ˈwuːbi] pro bezproblémovou a snadnou instalaci i případné odstranění systému přímo z prostředí MS Windows.
Verze jsou vydávány v rozmezí šesti měsíců, stejně jako GNOME – na rozdíl od Xandros, Linspire a Librane. Canonical zůstává věrný filozofii Debianu a používá v Ubuntu převážně svobodný software.
Ubuntu používá Debianí APT ke správě instalovaných balíčků. Ubuntu balíčky jsou založené na nestabilních balíčcích z Debianího repozitáře; ačkoliv nejsou vždy navzájem kompatibilní. Zakladatel Debianu Ian Murdock kritizoval Ubuntu v dubnu 2005 za tuto nekompatibilitu a za to, že se Ubuntu vzdaluje příliš na to, aby byla zachována kompatibilita. Chyby v Ubuntu jsou sledované přes webové rozhraní Launchpad, který je integrován s Bazaarem – software na kontrolu nových verzí.
Ve verzi 9.10 se součástí Ubuntu stala cloudová služba Ubuntu One, která poskytovala internetové úložiště o velikosti 5 GiB, obchod s hudbou Ubuntu One Music Store a několik dalších služeb.
Od verze 10.10 přibyla do Ubuntu možnost nákupu a instalace placeného softwaru přes instalační program Centrum softwaru. Zakoupený software je svázán s uživatelským účtem, takže je možné později přeinstalovat dříve zakoupené aplikace bez nutnosti platit za ně znovu.
Firma Canonical vyvíjela pro Ubuntu vlastní uživatelské rozhraní Unity, které se poprvé objevilo v netbookové edici Ubuntu 10.10. Poté, co bylo ohlášeno, že se v GNOME 3 bude používat GNOME Shell, bylo rozhodnuto o sjednocení netbookové a standardní verze. K tomu došlo v Ubuntu 11.04, které bylo jako první oficiálně vydáno s tímto rozhraním.
Canonical se v historii vývoje Ubuntu zabýval i mobilními zařízeními. Nejprve platformou Ubuntu Mobile, v roce 2008, která jako první přinesla podporu procesorové architektury ARM. Vývoj byl však záhy ukončen, přesto si Ubuntu novou platformu osvojilo a podporu těchto procesorů si ponechalo, přičemž se tato skutečnost ukázala jako velmi pozitivní, vzhledem k rychlému nástupu ARMu na trh se servery. Další zájem o mobilní zařízení získal Canonical počátkem roku 2012. Krátce po představení Ubuntu TV na CESu byl představen i projekt Ubuntu pro Android, jehož hlavním cílem bylo umožnit uživatelům Androidu používat plnohodnotné Ubuntu na zadokovaném telefonu. Canonical šel však ještě mnohem dále a 2. ledna 2013 představil projekt Ubuntu Phone, tedy kompletní náhradu Google Androidu, taktéž se schopností spustit plnohodnotné prostředí, když je telefon  dokovací stanici.
Dne 19. února 2013 byl představen další produkt Canonicalu, tentokrát Ubuntu Tablet. Ten vychází z o něco staršího konceptu Ubuntu Phone a přináší některé zajímavé funkce. souhrnně se tyto platformy označují jako Ubuntu Touch.

### Vydané verze Ubuntu

#### Ubuntu 4.10 Warty Warthog

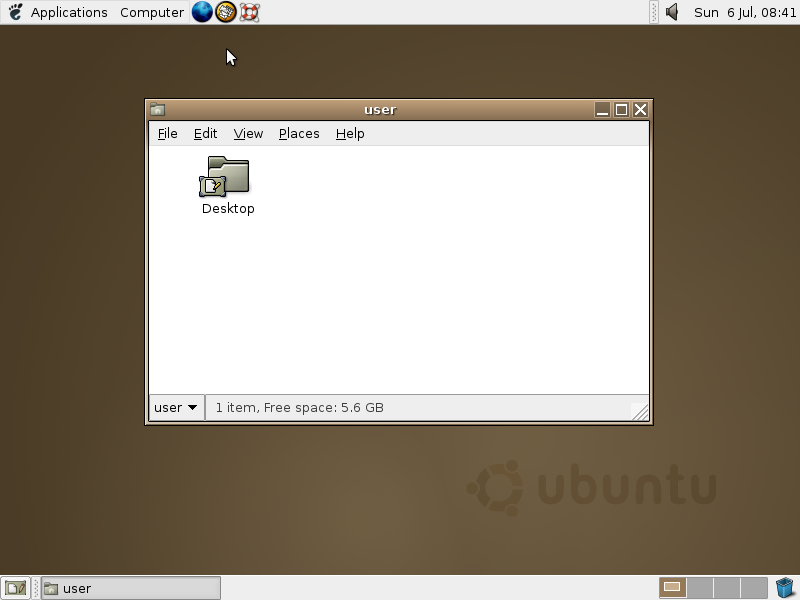
Ubuntu 4.10 Warty Warthog, první existující verze Ubuntu vůbec

První verze Ubuntu vyšla 20. října 2004 (verze 4.10 již následuje standard Y.MM) jako odnož Debian GNU/Linuxu. Již nyní bylo v plánu vydávat nové verze systému každých 6 měsíců (dříve s 18měsíční podporou), jak je tomu ostatně doposud. V této době přišel Canonical také s první větší službou – Shiplt – umožňující uživateli zdarma si objednat CD s operačním systémem Ubuntu.

#### Ubuntu 5.04 Hoary Hedgehog
Tato verze vyšla 8. dubna 2005 a přinesla spoustu nových funkcí. V systému přibyl správce aktualizací, oznamovací oblast pro aktualizace, uspávací režimy, dynamické přizpůsobování frekvence procesoru, databázi podporovaného hardwaru a autentizaci systému správy softwaru APT. Verze 5.04 přinesla také podporu pro instalaci z disků USB. Ve výchozím stavu se nyní začalo používat kódování UTF-8.

#### Ubuntu 5.10 Breezy Badger
Ubuntu z 12. října 2005 přineslo opět další kopu novinek, mezi něž patří grafický bootloader (zavaděč systému Usplash), přehledný nástroj na instalaci a odstraňování softwaru Přidat/Odstranit software, jednoduchý správce nastavení jazyka, nástroj na editaci hlavního menu, kompletní podporu tiskáren firmy Hewlett-Packard, podporu OEM instalace, integraci Launchpadu pro jednodušší reportování chyb a v panelu aplikací se objevilo na místo loga desktopového prostředí logo systému.

#### Ubuntu 6.06 Dapper Drake – LTS

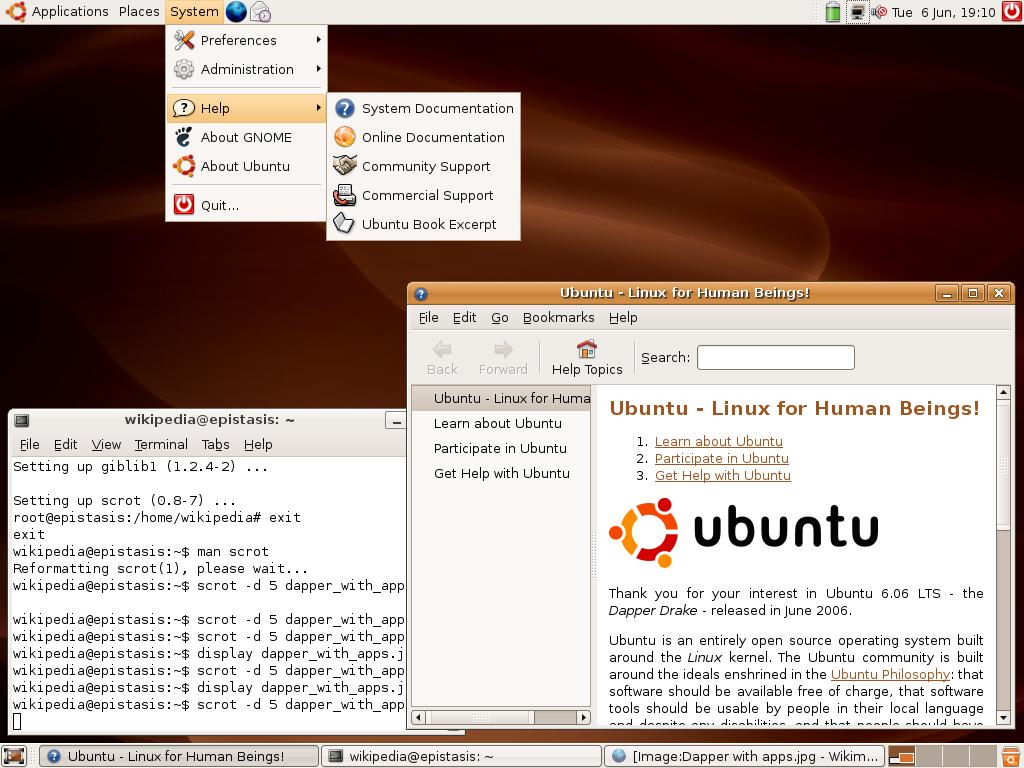
Ubuntu 6.06 Dapper Drake LTS, první verze s dlouhodobou podporou

Ubuntu 6.06 byla první verze Ubuntu, která nesla označení LTS – Long Term Support (verze s dlouhodobou podporou). Protože se jednalo o tento typ vydání, bylo do něj vloženo mnoho, jak ze strany komunity, tak ze strany vývojářů. Kvůli nedokončeným problémům v době, kdy mělo vydání vyjít, byla verze s povolením Marka Shuttlewortha odsunuta na pozdější termín. Ubuntu 6.06 tedy vyšlo až 1. června 2006.
Přes všechny útrapy s finální verzí přinesla tato verze sjednocené CD, které nyní umožňovalo instalaci i zkušební provoz a nebyly tak již více potřeba dva zvláštní disky. Součástí instalačního média se stal také grafický instalátor Ubiquity. Grafické logo (animace) se nyní objevilo jak při startu, tak při vypínaní systému. Canonical vytvořil také vlastní motiv (theme) „Human“, založené na schématu Clearlooks. Pro lepší správu připojení byl do systému integrován nástroj na připojení a přibyl také grafický instalátor softwarových balíků Gdebi. Poprvé byla také umožněna instalace Ubuntu přímo na zařízení USB.

#### Ubuntu 6.10 Edgy Eft
Pátá verze Ubuntu byla vydána 26. října 2006 a i přes neobvykle krátký vývojový cyklus přišlo s přepracovaným tématem, automatickými chybovými hláškami Apport, poznámkovým nástrojem Tomboy a správcem fotografií F-Spot. V repozitářích přibyla také aplikace EasyUbuntu, usnadňující práci se systémem.

#### Ubuntu 7.04 Feisty Fawn

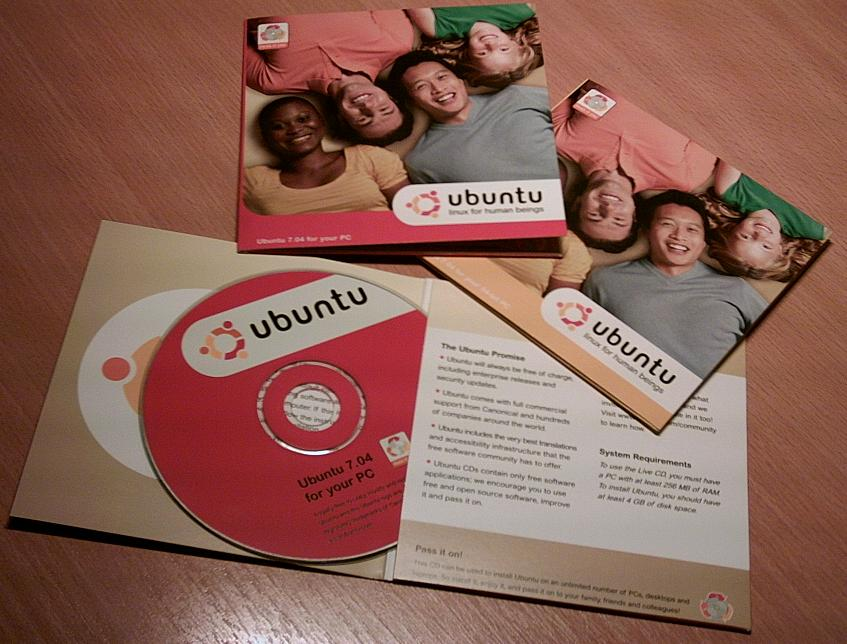
Ubuntu 7.04 – CD získané zdarma přes ShipIt

19. dubna 2007 vyšla další verze Ubuntu 7.04. Pro uživatele přecházející z Windows byl v systému integrován migrační nástroj, přibyla podpora pro běh ve virtuálních strojích a v repozitářích také přibyl metabalík, jehož instalací se do systému natáhlo množství kodeků i aplikace Adobe Flash a Java, díky nimž se Ubuntu stalo lépe využitelné. V Ubuntu také přibyl nástroj pro instalaci nesvobodných ovladačů grafických karet nVIDIA a AMD/ATI.
Od této verze se Ubuntu přeorientovalo na Upstart, jednu z technologií zavádění systému. Tato verze také poprvé přišla s desktopovými efekty Compiz, standardně předinstalovanými v systému. Přibyla také aplikace Sudoku, Šachy, Správa systému GNOME či nástroj na správu disků Baobab. Naopak zrušena byla podpora pro procesory PowerPC.

#### Ubuntu 7.10 Gutsy Gibbon
Vyšlo 18. října 2007 a přišlo s novým, rychlým vyhledáváním v počítači, pluginem pro lepší integraci webového prohlížeče Firefox do Ubuntu (Ubufox), grafickým nástrojem pro nastavení zobrazovacího systému X.Org (monitory), plnou podporou filesystémů NTFS a přepracovaným systémem tisku, s výchozím tiskem do souboru (formát pdf). Dále byla přidána podpora pro rychlé přepínání uživatelů a desktopové efekty Compiz Fusion byly zapnuty od základu.

#### Ubuntu 8.04 Hardy Heron – LTS
24. duben 2008 se zapsal jako velký den v historii Ubuntu. Šlo sice již o druhou LTS verzi v historii Ubuntu, ale právě tato se stala první velmi používanou verzí Ubuntu. V tuto dobu patřilo Ubuntu již mezi nejrozšířenější linuxové distribuce. Integrace se dočkal správce vypalování Brasero, nástroj na sdílení obsahu skrze P2P síť BitTorrent Transmission, Vinagre VNC klient, nový zvukový systém PulseAudio a množství dalších vylepšení včetně aplikace Wubi, umístěné přímo na CD, jako nástroj pro instalaci Ubuntu přímo ze systému Windows. V této verzi byla také poprvé představena nová odnož Ubuntu Netbook Remix.

#### Ubuntu 8.10 Intrepid Ibex
Vydání z 30. října 2008 přineslo vylepšení pro mobilní práci a širší variabilitu internetového připojení, nástroj na tvorbu bootovatelného USB disku Ubuntu a účet hosta, umožňující omezenou práci i neautorizovaným uživatelům.

#### Ubuntu 9.04 Jaunty Jackalope
23. dubna 2009 vyšla poměrně významná verze Ubuntu, která přinesla podporu pro novou významnou, v té době především mobilní, architekturu ARM. Canonical v této verzi výrazně zapracoval na délce startu systému, který se stal i několikanásobně kratším oproti původním verzím. Přibyla také integrace webových aplikací do systému, nová obrazovka při startu a vypínání systému, nová přihlašovací obrazovka, nový oznamovací systém Notify OSD a kontrolní systém Bazaar se stal standardem mezi všemi klíčovými vývojáři Ubuntu. Tato verze byla také první verze, pro niž existovala, i když dodatečně, aplikace Ubuntu One – tedy aplikace na sdílení souborů a kontaktů mezi počítači.

#### Ubuntu 9.10 Karmic Koala

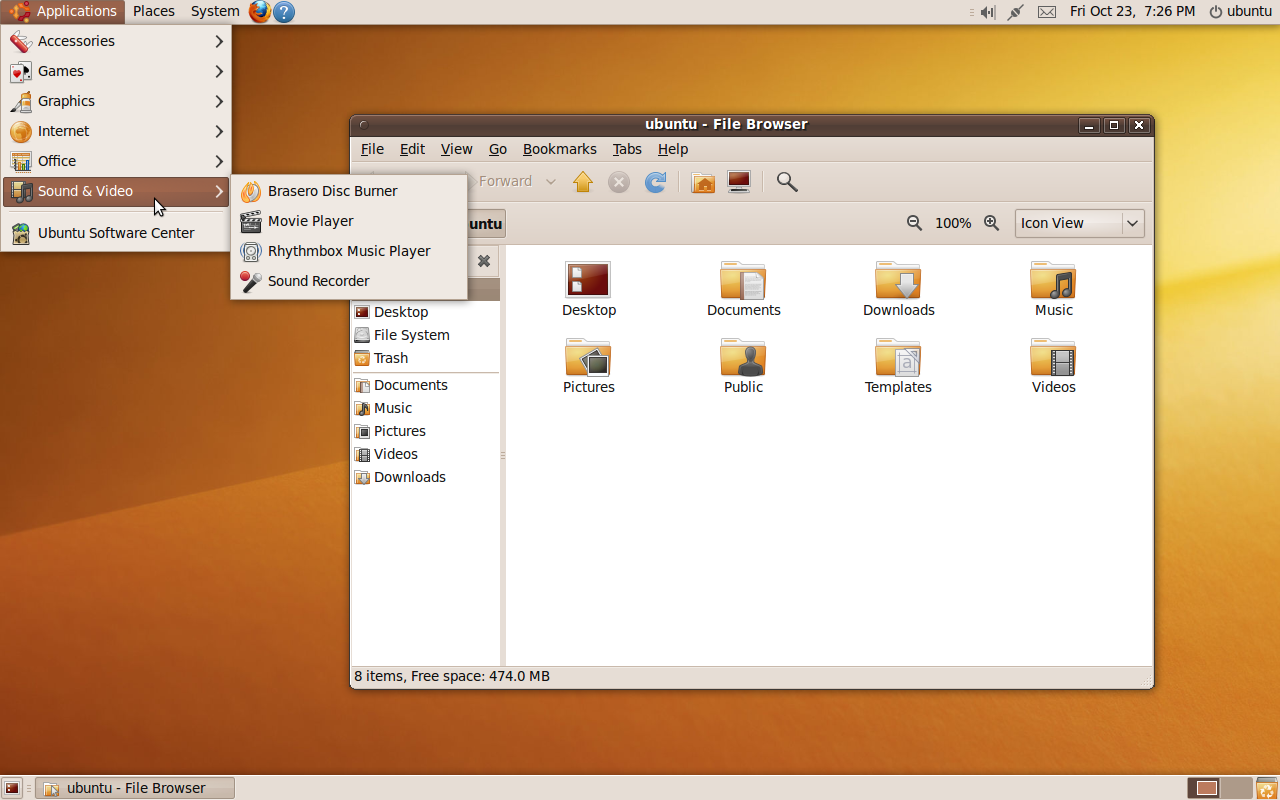
Ubuntu 9.10 Karmic Koala, verze, vymykající se svým vzhledem všem ostatním vydáním Ubuntu

Na 29. října 2009 si v Canonicalu připravili další vydání Ubuntu, které se svým vzhledem vymyká všem ostatním verzím Ubuntu. Dalo by se nazvat přechodovým vydáním mezí původním designem a tím novým z roku 2010. Součástí systému se stala aplikace Ubuntu One, byl vylepšen čas startu systému a verze Ubuntu Netbook Remix. Součástí nového motivu vzhledu byla i obměněná obrazovka startu a vypínání systému a přihlašovací obrazovka.
Od této verze se vývojáři  více soustředili také na tzv. Paper Cuts chyby, definované jako chyby, kterých si může všimnout i běžný uživatel a které přímo ovlivňují práci v systému. Dále byl nahrazen komunikační nástroj Pidgin aplikací Empathy, výchozím souborovým systémem instalace se stal formát ext4, během instalace se nově zobrazovala prezentace novinek a vlastností systému a především byla zařazena nová aplikace Centrum softwaru pro Ubuntu, která nahradila původní aplikaci Přidat/Odstranit software, zatím v základní, velmi omezené verzi.

#### Ubuntu 10.04 Lucid Lynx – LTS
Ubuntu 10.04 z 29. dubna roku 2010 bylo dalším úspěšným kouskem, ze sérií verzí s dlouhodobou podporou LTS. Přibyla lepší výchozí podpora pro grafické karty nVidia, díky otevřenému ovladači Nouveau. V systému byla nahrazena úvodní a vypínací obrazovka Usplash za Plymouth, aplikace GIMP na úpravu obrázků a fotografií byla odstraněna z výchozí instalace a především byl vytvořen a aplikován nový motiv vzhledu, ve dvou variantách – Ambiance (tmavý motiv) a Radiance (světlý motiv). Celkový nový design byl protkán celým systémem a se zpožděním také všemi webovými službami. Svého prvního vydání se dočkala také služba Ubuntu One Music Store, tedy hudební obchod, integrovaný přímo s hudebním přehrávačem v Ubuntu.

#### Ubuntu 10.10 Maverick Meerkat
10. října 2010, symbolicky v 10 hodin 10 minut – času UTC – byla vydána další, velmi oblíbená verze Ubuntu. V tomto vydání se vývojářům podařilo vyvážit funkce se stabilitou a toto Ubuntu se tak podle dostupných informací stalo do té doby zcela nejpopulárnější verzí. Šlo také o poslední vydání, které mělo svou verzi separátně dostupnou také pro netbooky, tedy verzi Ubuntu Netbook Remix. I přes tento fakt přinesla právě tato odnož nové grafické prostředí Unity, které se později stalo výchozím i v klasické verzi Ubuntu. Aplikace F-Spot byla nahrazena novou, na technologii mono nezávislou aplikací Shotwell, Centrum softwaru pro Ubuntu přidalo podporu pro nákup aplikací (prvním velikánem se stala hra World of Goo) a výchozím stylem písma se stal nově vytvořený Ubuntu Font, který vznikl jako součást nového motivu vzhledu a objevil se již v logu předchozí verze Ubuntu.

#### Ubuntu 11.04 Natty Narwhal

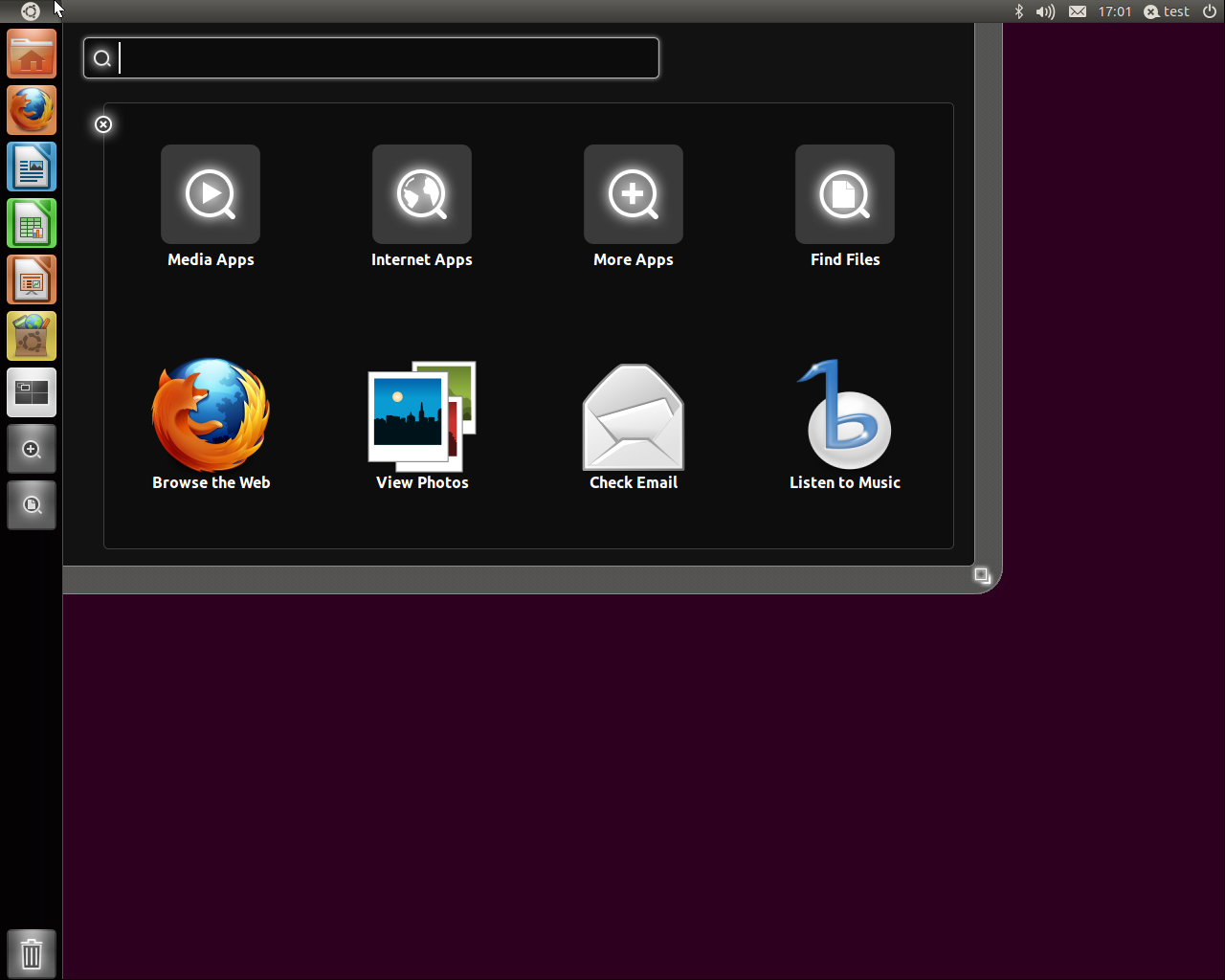
První desktopové Unity, založené na technologii Compiz, v Ubuntu 11.04 Natty Narwhal

Konec Ubuntu Netbook Remix a nové prostředí Unity jsou ve znamení další verze Ubuntu, která byla vydána 28. dubna 2011. I přes to, že se téměř dva roky očekávalo, že Ubuntu, jako ostatní distribuce, adoptuje nové prostředí GNOME Shell, nakonec se tato domněnka nevyplnila a Ubuntu 11.04 převzalo prostředí z původní odnože pro netbooky. Obě verze tak byly sloučeny v jednu. Protože původní Unity nepatřilo k nejsvižnějším, bylo kompletně přepsáno, jako plugin pro Compiz. Vydání Ubuntu 11.04 bylo vybaveno zatím klasickým prostředím GNOME, stále ještě ve verzi 2, které sloužilo jako záloha pro uživatele bez 3D akcelerace, a dále tedy již zmiňovaným prostředím Unity.
Přesto však již existovala verze tohoto prostředí, která nevyžadovala 3D akceleraci, tzv. Unity 2D, které ale nebylo v oficiálním vydání předinstalováno, a to především z důvodu nekompatibility těchto dvou prostředí. Dále přibyla možnost hodnotit aplikace v Centru softwaru pro Ubuntu a v systému se objevily nové posuvníky, které mají méně obtěžovat a přinést lepší obsluhu i vzhled.

#### Ubuntu 11.10 Oneiric Ocelot
Patnácté vydání Ubuntu ze 13. října 2011 nahradilo původní GNOME 2. řady, které systém doprovázelo od jeho prvního vydání v roce 2004, novým GNOME 3. Tím výrazně zjednodušilo instalaci prostředí GNOME Shell uživatelům, kteří nechtěli Unity, ale po změně přece jen prahli. Výchozím ovšem setrvalo právě Unity, tentokrát již oficiálně doplněné i Unity 2D. Původní dvoupanelové prostředí se tedy vytratilo, ale jeho náhražka zůstala jednoduše doinstalovatelná skrze balík „gnome-panel“. Kompletním přepracováním přešla přihlašovací obrazovka – původní GDM nahradilo LightDM a i motiv vzhledu byl výrazně přepracován. Odstranění se dočkal editor videa PiTiVi, Správce balíků Synaptic, Čistič systému a aplikace Mozilla Thunderbird nahradila původní Evolution. Změnou prošlo také Centrum softwaru pro Ubuntu, které bylo přepsáno do GTK3 a přineslo kromě jiného i podporu pro propagaci oblíbených/doporučených aplikací.

#### Ubuntu 12.04 Precise Pangolin – LTS

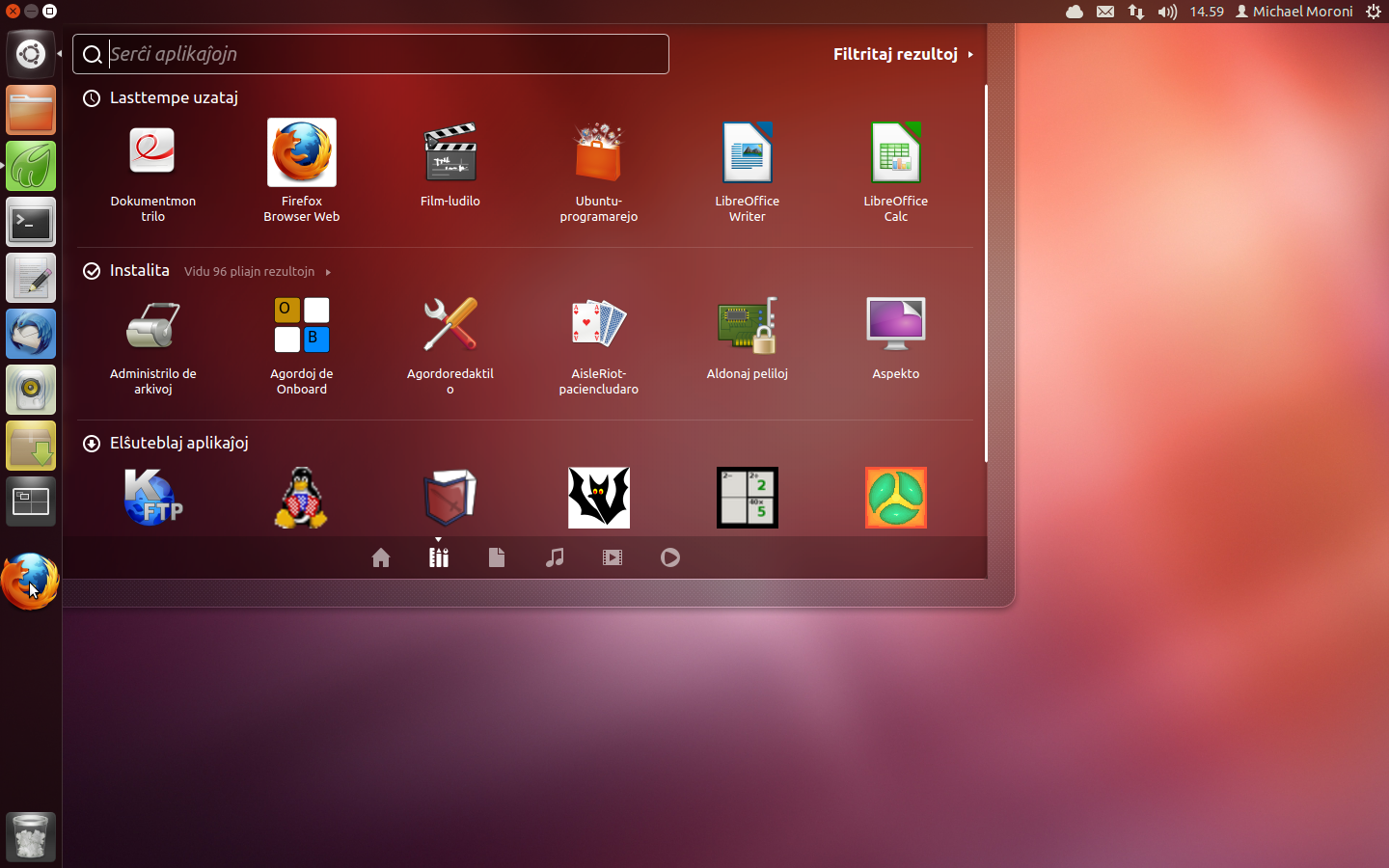
Ubuntu 12.04 Precise Pangolin, první LTS verze s prostředím Unity

Další verze LTS, z 26. dubna 2012, se stala velmi oblíbenou především mezi médii, kde získala dobrou odezvu. Přináší opět vylepšené desktopové prostředí a přihlašovací obrazovku, která se stala více inspirovaná chameleony. Celé prostředí se velmi přizpůsobuje uživatelovu pozadí plochy, a to již při výběru uživatele. Velmi zajímavou novinkou je HUD – Head-Up-Display, což je vlastně menu aplikací integrované do vyhledávacího dashe. Je tak tedy možné jednoduše, a v některých případech i velmi rychle, ovládat aplikace i pouze za pomoci klávesnice. I přes plán zůstává v této verzi ještě stále doporučeným Ubuntu verze 32bitová a velikost CD ponechaná na 700 MiB. Od této verze byly odstraněny všechny aplikace, využívající framework Mono, včetně aplikace Tomboy a samotného frameworku. Systém se opět dočkal vylepšené délky startu na většině zařízeních a podobně na tom jsou i aplikace Centrum softwaru pro Ubuntu a Ubuntu One.
Dále byla původní aplikace Ubuntu One nahrazena svou verzí pro operační systém Windows, pro snadnější spravování a vylepšování tohoto nástroje. Kvůli mnoha chybám a otravnému chování byla odstraněna funkce prostředí Unity, která schovávala levý panel s ikonami aplikací. V nové sekci nastavení Unity se ale objevila možnost toto schovávání opět aktivovat, přestože se s touto předvolbou panel chová odlišně od původní verze. Ubuntu 12.04 změnilo standard dlouhodobé podpory a sloučilo rozdílnou serverovou a desktopovou podporu na 5 let (60 měsíců).

#### Ubuntu 12.10 Quantal Quetzal

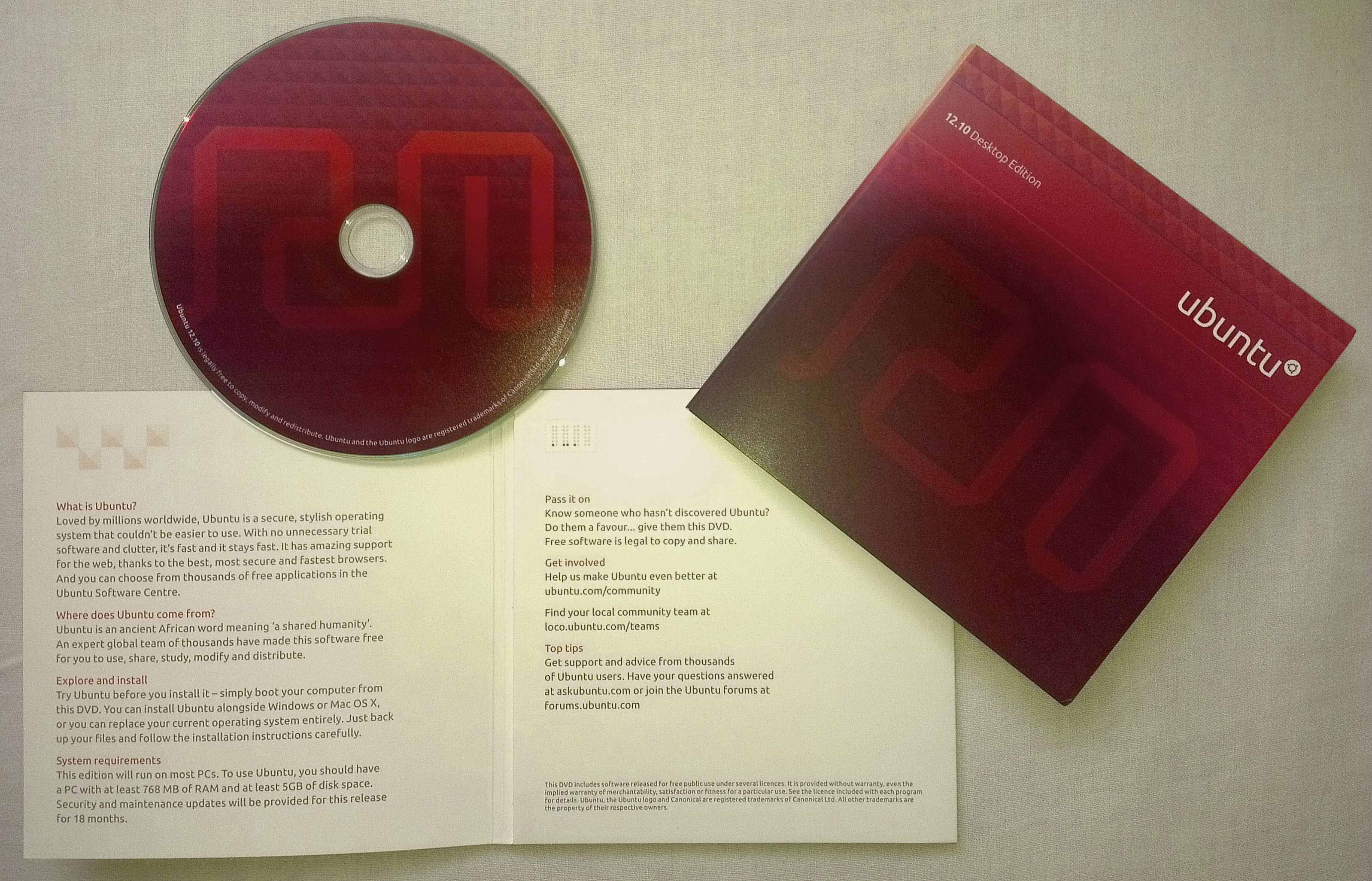
Oficiální Ubuntu CD

18. října 2012 vyšla další verze Ubuntu, ve které byl oživen aktuální vzhled Ubuntu, včetně nové sady ikon. Nástroj Nastavení systému byl přejmenován na Centrum nastavení pro Ubuntu a doplněn o podporu pluginů. Hlavní novinkou je integrace webových aplikací do prostředí systému. Za zmínku stojí také možnost vzdáleného přihlášení přímo z přihlašovací obrazovky. Ubuntu 12.10 je první verze Ubuntu závislá na 3D akceleraci (nebo alespoň dostatečně výkonném procesoru), jelikož neobsahuje 2D verzi prostředí Unity.

#### Ubuntu 13.04 Raring Ringtail
Oficiální jméno této verze distribuce bylo ohlášeno 17. října 2012 a bylo vydáno 25. dubna 2013. Přineslo hlubší integraci webových služeb do systému, stejně tak jako podporu nových obchodů. Významnou změnou je vylepšení prostředí Unity, především výkonu, ale také grafické stránky a funkcionality. Tato verze přináší také četná vylepšení z mobilní verze této platformy: Ubuntu Phone. Ubuntu 13.04 má délku podpory už jen 9 měsíců.
Kvůli nekompatibilitě s Windows 8 bylo ukončeno Wubi, instalátor Ubuntu přímo z prostředí Windows.

#### Ubuntu 13.10 Saucy Salamander

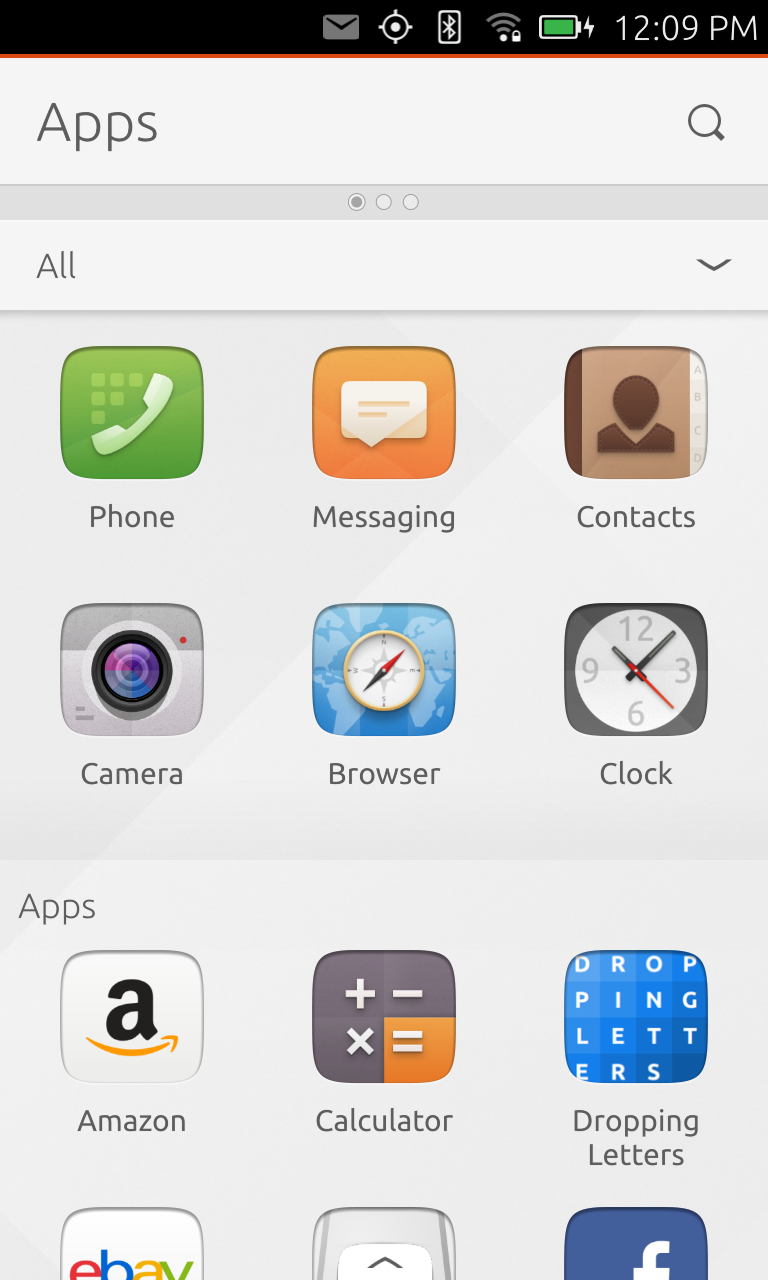
Ubuntu Touch

Ubuntu 13.10 vyšlo 17. října 2013. Jednou z nejočividnějších změn této verze měla být záměna výchozího prohlížeče Firefox na Chromium, avšak z různých důvodů se tak nestalo a Firefox byl i v tomto vydání Ubuntu jako výchozí. Stejný osud mělo i dříve plánované nasazení okenního správce Mir. Hlavním důvodem odsunutí použití Miru byly technické problémy v režimu s více monitory.
Toto vydání tak hlavně přineslo další drobná vylepšování rozhraní Unity, chytré vyhledávání Smart Scopes, do správce souborů bylo navráceno stromové zobrazení (z předešlých verzí odstraněné vývojáři GNOME). Canonical se dále soustředí na přípravu pro mobilní zařízení a televizory, zobrazovací server Mir a Unity 8.

#### Příprava vydání
Toto vydání Ubuntu bylo Markem Shuttleworthem oznámeno 31. října 2011 s tím, že bude podporovat nejen PC, ale i mobilní telefony, tablety a chytré televizory. Oficiální jméno této verze distribuce, Trusty Tahr (věrný tahr), bylo pak zveřejněno 18. října 2013. Ubuntu 14.04 bylo nakonec, po vydání několika předchozích testovacích verzí, oficiálně vydáno 17. dubna 2014 jako 20. vydání Ubuntu v pořadí.

#### Vlastnosti a novinky
Zaměření této verze Ubuntu bylo především na výkon, uživatelskou přívětivost a udržovatelnost. Vývojáři se pak při svých rozhodnutí měli chovat konzervativně a nezavádět do tohoto vydání velké novinky. Rozhraní systému bylo přizpůsobeno mobilním zařízením, především tabletům Nexus 7 a 10. Desktopové prostředí i nadále používá Unity 7 rozhraní. Základem distribuce je GNOME 3.10. Jedna z nejpříjemnějších novinek je možnost deaktivovat globální nabídky (představena byla ve vydání 11.10) a místo něj používat lokální pro každou aplikaci zvlášť, jako tomu bylo do vydání 11.10. Taktéž lze změnit velikost ikon ve spouštěcí liště.
Proběhla příprava na monitory s vysokým rozlišením a vysokým DPI (HiDPI). Přibylo Unity Control Center a nový, do systému lépe graficky zapadající, zámek obrazovky. Jsou lépe integrovány nové nabídky aplikací GNOME. Do správce souborů se vrátila vyhledávací funkce „type ahead“.

#### Nepoužité a ukončené technologie
I nadále je jako okenní správce použit X.Org a ne uvažovaný Mir, který dostane příležitost v dalších vydání, která již nebudou typu LTS. Taktéž zatím nebylo ani nasazeno nové grafické rozhraní Unity 8, které také dostane prostor až v dalších vydáních a v Ubuntu 14.04 se nachází jako volitelná součást v podobě tzv. Developer preview, tedy testovací verze pro vývojáře.
Bylo oznámeno ukončení služby pro sdílení souborů Ubuntu One (služby Ubuntu One pro jednotné přihlášení a pro platební služby zůstávají).

#### Prvenství
Ubuntu 14.04 je prvním vydáním, které podporuje ARMv8-A (jedná se o 64bitový procesor typu ARM, podpora ARMv7 byla představena již v Ubuntu 9.04). Taktéž jako první podporuje architekturu IBM POWER (Performance Optimization With Enhanced RISC).

#### Ubuntu 14.10 Utopic Unicorn
Ubuntu 14.10 vyšlo 23. října 2014. Vydání nepřineslo žádné významnější novinky, došlo pouze ke kosmetickým změnám, opravám chyb a obvyklým aktualizacím balíčků a součástí.

#### Ubuntu 15.04 Vivid Vervet
Další vydání Ubuntu vyšlo 23. dubna 2015. Byla přidána podpora pro nové architektury procesorů, výchozím inicializačním systémem se stal systemd namísto doposud používaného Upstartu. Došlo také k menším změnám v Unity.

#### Ubuntu 15.10 Wily Werewolf
Ubuntu 15.10, vydané 22. října 2015, přineslo pouze další opravy chyb v Unity a aktualizace balíčků.

#### Ubuntu 16.04 Xenial Xerus – LTS
Nové vydání s prodlouženou podporou vyšlo 21. dubna 2016. Nejvýznamnější novinkou bylo uvedení nového formátu balíčků snap, který přinesl zejména zvýšení bezpečnosti, podporu inkrementálních aktualizací a odstranění systému závislostí (v balíčku mohou být obsaženy všechny moduly potřebné pro běh programu). Vedle snapů byl však nadále podporován formát deb. Centrum softwaru pro Ubuntu bylo nahrazeno aplikací GNOME Software, která však byla v systému pojmenována jako Ubuntu Software. Do výchozí instalace byl přidán GNOME kalendář, naopak aplikace Empathy a Brasero byly odebrány. Ve výchozím nastavení bylo vypnuto online vyhledávání v dashi. Došlo také k úpravám v prostředí Unity, zejména přibyla možnost přesunutí Launcheru dospod obrazovky.

#### Ubuntu 16.10 Yakkety Yak
Ubuntu 16.10 vyšlo 13. října 2016 a nepřineslo žádné významnější změny, pouze aktualizace balíčků a součástí.

#### Ubuntu 17.04 Zesty Zapus
Ubuntu 17.04 vyšlo 13. dubna 2017. Byla ukončena podpora architektury procesorů PowerPC, swapovací oddíl byl nahrazen swapovacím souborem. Byla také přidána podpora pro tisk bez ovladačů, zejména za použití technologií IPP Everywhere a Apple AirPrint. Novou oficiální odnoží se stalo Ubuntu Budgie využívající stejnojmenné desktopové prostředí Budgie, zanikla naopak odnož Mythbuntu.

#### Ubuntu 17.10 Artful Aardvark
Posledních několik vydání Ubuntu bylo spíše opravných. Ubuntu 17.10 po delším čase přináší větší změny. Po zvážení bylo 5. dubna 2017 Markem Shuttleworthem oznámeno ukončení vývoje Unity Canonicalem a přechod zpět ke grafickému prostředí GNOME. Současně bylo oznámeno ukončení vývoje mobilního systému Ubuntu Touch.
GNOME je v tomto vydání Ubuntu přizpůsobené, aby bylo Unity podobné. Tímto vydáním také zanikla samostatná verze Ubuntu GNOME. Výchozím zobrazovacím serverem na podporovaných systémech se stal Wayland, starší zobrazovací server zůstává dostupný k výběru při přihlášení. Od tohoto vydání Ubuntu Desktop již také nejsou k dispozici 32bitové instalační obrazy. Vývoj Unity byl ze strany Canonicalu ukončen, existuje však plán na novou komunitou udržovanou větev.

#### Ubuntu 18.04 Bionic Beaver – LTS
Vydání Bionic Beaver (vyšlo 26. dubna 2018) ve svém instalátoru obsahuje volitelnou (opt-in) položku; ta umožňuje provést minimální instalaci. Tato obnáší základ systému, desktop a internetový prohlížeč. Nenainstaluje se tudíž kancelářský balík LibreOffice, prohlížeč fotografií Shotwell, emailový klient Thunderbird, ani ostatní desktopové aplikace. Výchozím grafickým serverem v této LTS verzi zůstává X.Org, zobrazovací server Wayland je dostupný jako technologická ukázka, přepínat mezi nimi jde z přihlašovací obrazovky. Výchozím desktopovým prostředím je přizpůsobené GNOME.

#### Ubuntu 18.10 Cosmic Cuttlefish
Verze Ubuntu 18.10 vyšla na trh 18. října 2018. Přináší novou verzi prostředí GNOME a to verzi 3.30 a téma prostředí s názvem "Yaru". Nově se objevuje také podpora DLNA pro přenos médií do Smart TV a podpora odemykání zařízení pomocí čtečky otisků prstů. Dále přichází nová verze PulseAudio (v12.2). Další vylepšení se údajně týkají zkrácení doby bootování, zejména vylepšení na zavaděči systému.

#### Ubuntu 19.04 Disco Dingo
Tato verze byla vydána 18. dubna 2019. Součástí bylo linuxové jádro ve verzi 5.0, které přidalo podporu pro AMD FreeSync, šifrování pomocí šifry Adiantum, Btrfs swap soubory a mnoho dalšího, jako vylepšení podpory pro USB 3.2 a nový hardware. 
GNOME bylo použito ve verzi 3.32, u kterého byl vylepšen výkon a  plynulost animací. Nautilus podporuje označování souborů a složek jako oblíbené. V tomto vydání byla přidána podpora pro frakční škálování obrazu, tj. nyní jde zvětšovat elementy na displeji o desítky procent a ne jen o stovky, jako doposud, což se hodí při používání jemných rozlišení obrazu (nad full HD rozlišení)
Byla vylepšena i podpora Ubuntu ve VMWare, na kterém lze nyní zapnout sdílení schránky oběma směry, tj. pokud něco vložíte do schránky v Ubuntu běžícím jako virtuální počítač, budete to mít k dispozici ve schránce ve svém operačním systému a naopak. 

#### Ubuntu 19.10 Eoan Ermine
Tato verze byla vydána 17. října 2019. 

#### Ubuntu 20.04 Focal Fossa - LTS
Tato verze byla vydána 23. dubna 2020. Tato verze má prodlouženou podporu do dubna 2025.

#### Ubuntu 20.10 Groovy Gorilla
Tato verze byla vydána 22. října 2020.

#### Ubuntu 21.04 Hirsute Hippo
Tato verze byla vydána 22. dubna 2021.

#### Ubuntu 21.10 Impish Indri
Tato verze byla vydána 14. října 2021.

#### Ubuntu 22.04 Jammy Jellyfish - LTS
Tato verze byla vydána 21. dubna 2022. Tato verze má prodlouženou podporu do dubna 2027.

#### Ubuntu 22.10 Kinetic Kudu
Tato verze byla vydána 20. října 2022.

### Verzování

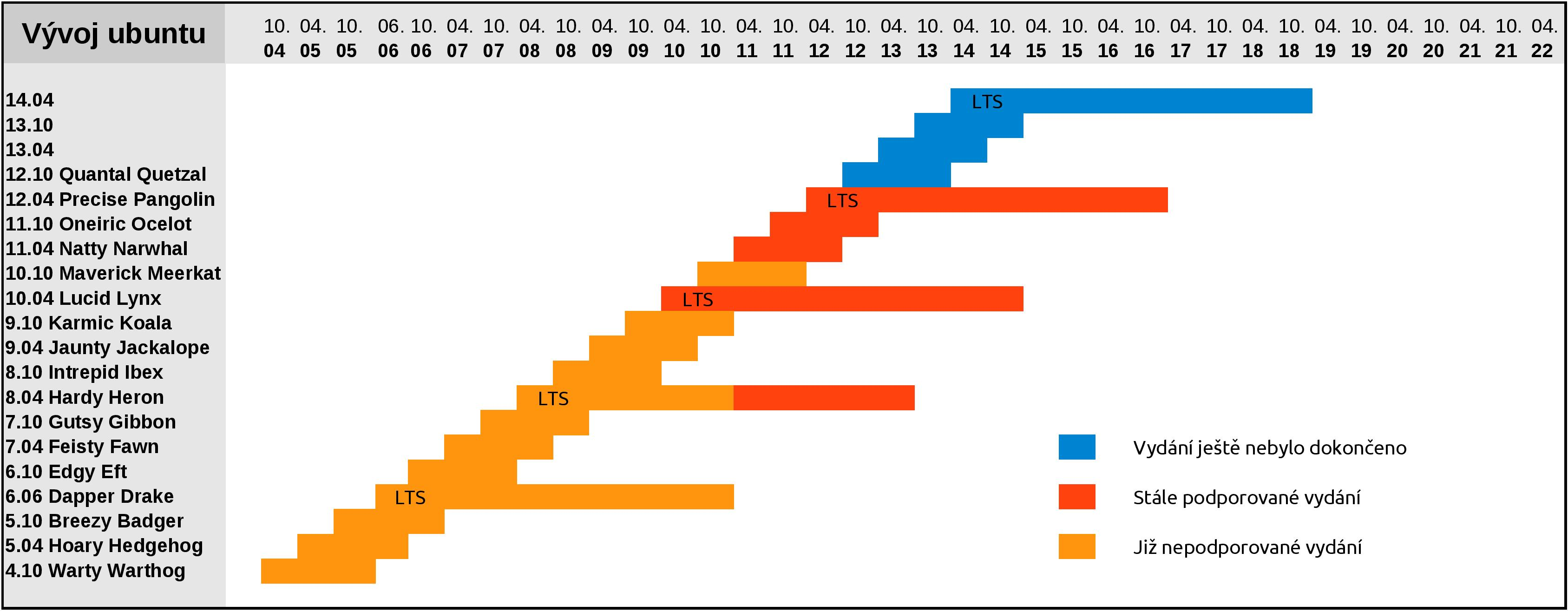
Doba podpory Ubuntu

Každých šest měsíců je uveřejněná nová verze Ubuntu a má svoje kódové jméno a číslo. Číslo verze je založené na měsíci jejího uveřejnění, takže například 22.10 reprezentuje říjen 2022. Jedná se o tzv. R.MM standard. Verzi lze zjistit příkazem hostnamectl nebo cat /etc/os-release. Níže je seznam minulých a plánovaných verzí.
| Barva     | Význam                         |
| --------- | ------------------------------ |
| Červená   | Verze bez podpory              |
| Jantarová | Bezpečnostní podpora (placená) |
| Zelená    | Verze s podporou               |
| Modrá     | Budoucí verze                  |

| Verze     | Datum verze    | Kódový název                                                |
| --------- | -------------- | ----------------------------------------------------------- |
| 4.10      | 20. října 2004 | Warty Warthog (bradavičnatý divočák)                        |
| 5.04      | 8. dubna 2005  | Hoary Hedgehog (ctihodný šedivý ježek)                      |
| 5.10      | 13. října 2005 | Breezy Badger (rozmarný jezevec)                            |
| 6.06 LTS  | 1. června 2006 | Dapper Drake (sličný kačer / elegantní jepice)              |
| 6.10      | 26. října 2006 | Edgy Eft (smělý mlok)                                       |
| 7.04      | 19. dubna 2007 | Feisty Fawn (čiperný srnec / divoká srna)                   |
| 7.10      | 18. října 2007 | Gutsy Gibbon (kurážný / sexuálně vyzývavý (nadržený) gibon) |
| 8.04 LTS  | 24. dubna 2008 | Hardy Heron (neohrožená volavka)                            |
| 8.10      | 30. října 2008 | Intrepid Ibex (nebojácný kozoroh)                           |
| 9.04      | 23. dubna 2009 | Jaunty Jackalope (veselý zajdalen)                          |
| 9.10      | 29. října 2009 | Karmic Koala (osudná koala)                                 |
| 10.04 LTS | 29. dubna 2010 | Lucid Lynx (bystrý rys)                                     |
| 10.10     | 10. října 2010 | Maverick Meerkat (vzpurná surikata)                         |
| 11.04     | 28. dubna 2011 | Natty Narwhal (šikovný narval)                              |
| 11.10     | 13. října 2011 | Oneiric Ocelot (snový / pohádkový ocelot)                   |
| 12.04 LTS | 26. dubna 2012 | Precise Pangolin (přesný luskoun)                           |
| 12.10     | 18. října 2012 | Quantal Quetzal (jednotný kvesal)                           |
| 13.04     | 25. dubna 2013 | Raring Ringtail (dychtivý fret kočičí)                      |
| 13.10     | 17. října 2013 | Saucy Salamander (drzý mlok)                                |
| 14.04 LTS | 17. dubna 2014 | Trusty Tahr (věrný tahr)                                    |
| 14.10     | 23. října 2014 | Utopic Unicorn (vysněný jednorožec)                         |
| 15.04     | 23. dubna 2015 | Vivid Vervet (čilý kočkodan)                                |
| 15.10     | 22. října 2015 | Wily Werewolf (mazaný vlkodlak)                             |
| 16.04 LTS | 21. dubna 2016 | Xenial Xerus (přátelská veverka)                            |
| 16.10     | 13. října 2016 | Yakkety Yak (užvaněný jak)                                  |
| 17.04     | 13. dubna 2017 | Zesty Zapus (energická myška)                               |
| 17.10     | 19. října 2017 | Artful Aardvark (mazaný hrabáč)                             |
| 18.04 LTS | 26. dubna 2018 | Bionic Beaver (bionický bobr)                               |
| 18.10     | 18. října 2018 | Cosmic Cuttlefish (kosmická sépie)                          |
| 19.04     | 18. dubna 2019 | Disco Dingo (disco dingo)                                   |
| 19.10     | 17. října 2019 | Eoan Ermine (úsvitný hranostaj)                             |
| 20.04 LTS | 23. dubna 2020 | Focal Fossa (ostrozraká fosa)                               |
| 20.10     | 22. října 2020 | Groovy Gorilla (bezva gorila)                               |
| 21.04     | 22. dubna 2021 | Hirsute Hippo (huňatý hroch)                                |
| 21.10     | 14. října 2021 | Impish Indri (rošťácký lemur)                               |
| 22.04 LTS | 21. dubna 2022 | Jammy Jellyfish (šťastná medúza)                            |
| 22.10     | 20. října 2022 | Kinetic Kudu (pohyblivá antilopa)                           |
| 23.04     | 20. dubna 2023 | Lunar Lobster (měsíční humr)                                |
| 23.10     | 12. října 2023 | Mantic Minotaur (jasnozřivý Minotaurus)                     |
| 24.04 LTS | 25. dubna 2024 | Noble Numbat (vznešený mravencojed)                         |
| 24.10     | 10. října 2024 | Oracular Oriole (tajemná žluva)                             |
| 25.04     | 17. dubna 2025 | Plucky Puffin (kurážný papuchalk)                           |
| 25.10     | 9. října 2025  | Questing Quokka (záhadný klokan quokka)                     |

### Dlouhodobá podpora (LTS)
Jednou za dva roky vychází verze s dlouhodobou podporou (LTS – Long-Term Support), což byla dříve verze s 36měsíční podporou pro desktop a 60měsíční podporou pro servery. Od vydání Ubuntu 12.04 (rok 2012) je podpora u obou verzí LTS shodně pět let. Standardní verze, které vycházejí v půlročních cyklech, měly dříve délku podpory 18 měsíců, od verze Ubuntu 13.04 je délka podpory těchto standardních verzí již jen 9 měsíců.
Nejnovější vydaná verze s dlouhodobou podporou je Ubuntu 24.04 Noble Numbat z dubna 2024, s prodlouženou životností do roku 2029.

### Distribuce odvozené od Ubuntu

#### Oficiální
- Kubuntu – Ubuntu s desktopovým prostředím KDE
- Xubuntu – Ubuntu s desktopovým prostředím Xfce
- Lubuntu – Ubuntu s desktopovým prostředím LXQt
- Ubuntu MATE – Ubuntu s desktopovým prostředím MATE
- Ubuntu Studio – Ubuntu přizpůsobené pro práci s multimédii
- Edubuntu – Ubuntu pro vzdělávání
- Ubuntu Cinnamon – Ubuntu s desktopovým prostředím Cinnamon
- Ubuntu Budgie – Ubuntu s desktopovým prostředím Budgie
- Ubuntu Kylin – Ubuntu přizpůsobené pro čínské uživatele

#### Neoficiální
- Linux Mint – oblíbená linuxová distribuce založená na Ubuntu či Debianu
- elementary OS – přívětivá distribuce známá pro své uživatelské rozhraní
- Trisquel GNU/Linux – projekt plně svobodného systému bez proprietárního softwaru nebo firmwaru
- LiMux – distribuce německého města Mnichov určená pro provoz na městských počítačích
- GendBuntu – francouzská distribuce přizpůsobená pro francouzské četnictvo (Gendarmerie, výslovnost [žãdarməri])
- Kodibuntu – distribuce Linuxu určená pro aplikaci Kodi na Raspberry Pi a jiných počítačích pro domácí kina
- Pop! OS – distribuce s prostředím GNOME od System76; je považována za uživatelsky přívětivou

#### Zastaralé
- Mythubuntu – Televizní systém pro MythTV
- Ubuntu GNOME – Ubuntu s desktopovým prostředím GNOME

### Oficiální zdroje
- Domovská stránka společnosti Canonical, sponzora vývoje Ubuntu (anglicky)
- Oficiální Ubuntu dokumentace (anglicky)
- Ubuntu Wiki (anglicky)
- Oficiální fórum Ubuntu (anglicky)

### Neoficiální zdroje
- Propagační web Ubuntu
- Fórum Ubuntu
- Komunitně psané návody a dokumentace k systému Ubuntu
- Rozhovor s Markem Shuttleworthem na AbcLinuxu.cz
- Ubuntu i pro mobilní zařízení
- Učebnice „Ubuntu/Debian Linux správce serveru“ Archivováno 26. 8. 2014 na Wayback Machine.
- Ubuntu Guide – Neoficiální nápověda, manuál, tipy, FAQ a softwarový průvodce (anglicky)
- Ubuntu Manual Project – Neoficiální průvodce pro začínající uživatele systému Ubuntu (anglicky)
- UbuntuSoftware.cz – Vyhledávač instalačních balíčků pro distribuci Ubuntu v oficiálních repozitářích